# 国際湖沼環境委員会
公益財団法人国際湖沼環境委員会（こくさいこしょうかんきょういいんかい、英語：International Lake Environment Committee Foundation、略称ILEC）は、世界の湖沼環境の健全な管理及びこれと調和した開発の在り方に関して、調査研究を行うとともに国際的な知識の交流を図り、湖沼環境保全に関する国際協力の推進に資することを目的とした公益法人。

## 組織

### 総務課
- 総務部門　予算経理、庶務、施設管理、評議員会・理事会の運営
- 募金部門　寄付金・賛助会費等の募集活動

### 支援研修課
- 研修部門　湖沼流域管理分野、環境教育分野の研修やセミナーの実施

### 調査研究課
- 会議企画部門　 世界湖沼会議の企画協力
- 湖沼流域管理調査研究部門　科学委員会の運営、国際連携事業の推進、科学ジャーナル誌の発行
- 情報収集部門　湖沼データの収集

## 沿革
- 1986年2月21日 任意団体として設立。
- 1987年9月1日 環境庁、外務省共管の財団法人。
- 2013年4月1日 公益財団法人への移行。

## 所在地
滋賀県草津市下物町1091番地

## 理事長
- 2005年1月～ 浜中裕徳

## 事務局長
- 2010年4月～ 加賀爪敏明